# 芹草越村
芹草越村（せりくさごしむら）は福島県河沼郡にあった村。現在の西会津町野沢の北端にあたる。

## 地理
- 山：竜ヶ岳、蝉峠山
- 河川：阿賀川、安座川

## 歴史
- 1889年（明治22年）4月1日 - 町村制の施行により芹草越村が単独で自治体を形成。
- 1921年（大正10年）6月1日 - 野沢町に編入。同日芹草越村廃止[1]。
- 1954年（昭和29年）7月1日 - 野沢町が尾野本村・登世島村・睦合村・下谷村・群岡村・上野尻村・宝坂村および耶麻郡新郷村・奥川村と合併して耶麻郡西会津町が発足。

## 交通

### 鉄道路線
村域を日本国有鉄道磐越西線が通過したが、駅は所在しなかった。

### 道路
- 越後街道（現・国道49号）

現在は旧村域を磐越自動車道が通過するが、当時は未開通。